# Wilhelm Wagner (lekarz)
Wilhelm Wagner (ur. 14 stycznia 1848 w Wohnbach w Hesji, zm. 7 sierpnia 1900 w Königshütte, dziś Chorzów) – niemiecki neurochirurg, botanik, taternik.

## Życiorys
Był najstarszym z trzech synów pastora z Wohnbach. W wieku szesnastu lat rozpoczął studia medyczne na Uniwersytecie w Giessen, które od 1867 roku kontynuował w Marburgu. W 1869 r., po obronie pracy doktorskiej Über die Percussion des Magens nach Auftreibung mit Kohlensäure, został doktorem medycyny. Podjął pracę lekarza w uzdrowisku Bad Nauheim. Wkrótce, podobnie jak jego rodak i kolega Ernst von Bergmann, otrzymał powołanie do służby, jako lekarz w wojnie francusko-pruskiej w 1870 r., i został skierowany do pracy w szpitalu rezerwowym we Friedbergu, gdzie leczył żołnierzy obu stron.
Po wojnie pozostał we Friedbergu, gdzie poślubił Marię Herzberger, która wspierała go we jego przedsięwzięciach i stworzyła bezpieczne środowisko, w którym jego praca mogła się rozwijać. W krótkim czasie stał się znany we Friedbergu, jako zdolny młody lekarz, a jego dobra opinia znana była w całej Hesji. Nie odbył szkolenia u żadnego mistrza chirurgii, jednak jako samouk wkrótce nauczył się wykonywać operacje o coraz większym stopniu trudności, a także znalazł czas na śledzenie literatury medycznej.
W 1877 r. dowiedziawszy się o wolnym miejscu ordynatora oddziału chirurgicznego w Szpitalu Spółki Brackiej na Górnym Śląsku, złożył aplikację, został przyjęty i przeprowadził się do Königshütte (a właściwie do samodzielnej wtedy jeszcze sąsiedniej miejscowości Neu-Heiduk), gdzie pozostał do końca życia. Podczas gdy Ernst von Bergmann w 1882 r. został profesorem chirurgii w Berlinie, uznanym za jednego z wielkich chirurgów Europy, Wagner zrezygnował z kariery naukowej i poświęcił swoje życie pomocy ludziom w tym regionie przemysłowym. Rozwinął swój oddział do 150 łóżek.
W 1889 r. jako praktyk został pionierem nowoczesnej kraniotomii, zaproponował tymczasowe otwarcie czaszki, uniesienie pojedynczego kawałka kości za pomocą dłuta i młotka. Płat kostny pozostawał przymocowany do miękkich tkanek okołośrodkowych, aby zachować żywotność po wymianie kości pod koniec zabiegu wewnątrzczaszkowego.
Był członkiem zarządu Niemieckiego Towarzystwa Chirurgicznego. W 1894 roku otrzymał tytularny stopień tajnego radcy sanitarnego Królestwa Prus. Wydał kilka książek: Uszkodzenia kręgosłupa i rdzenia, Osteoplastyczna resekcja kości pokrywy czaszki, Znaczenie masażu w fizykoterapii i inne.
W 1897 r. zachorowała ciężko żona Wagnera. Operacja, której podjął się sam, zakończyła się krwotokiem wewnętrznym i śmiercią żony. Wagner załamał się po tym nieszczęściu i nigdy już nie odzyskał dawnej energii życiowej. Zmarł wskutek wylewu trzy lata po śmierci żony.
Był nie tylko cenionym lekarzem, neurochirurgiem światowej sławy, ale i zasłużonym działaczem społecznym. Dzięki jego staraniom powstało prywatne gimnazjum żeńskie w Królewskiej Hucie, sanatorium dla górników i hutników w Goczałkowicach-Zdroju oraz szpital-sanatorium dla chorych na płuca w Wodzisławiu.
Był również botanikiem (zebrał bogaty zielnik flory śląskiej) i propagatorem turystyki tatrzańskiej. Był współzałożycielem Sekcji Śląskiej Węgierskiego Towarzystwa Karpackiego i potem jej honorowym prezesem. Często bywał w Tatrach, przyczynił się do budowy Śląskiego Domu w Wielickiej Dolinie i własnym kosztem zbudował jedną ze ścieżek turystycznych ze Smokowca do Wodospadów Zimnej Wody (Droga Wagnera, Wagner-Weg).
Jego syn Gerhard był naczelnym lekarzem III Rzeszy (niem. Reichsärzteführer) w randze ministra zdrowia Rzeszy (Reichsgesundheitsführer), odpowiedzialnym za zbrodnie nazistowskie, i współtwórcą rasistowskich ustaw norymberskich, dających podwaliny pod przyszły Holokaust.

## Upamiętnienia

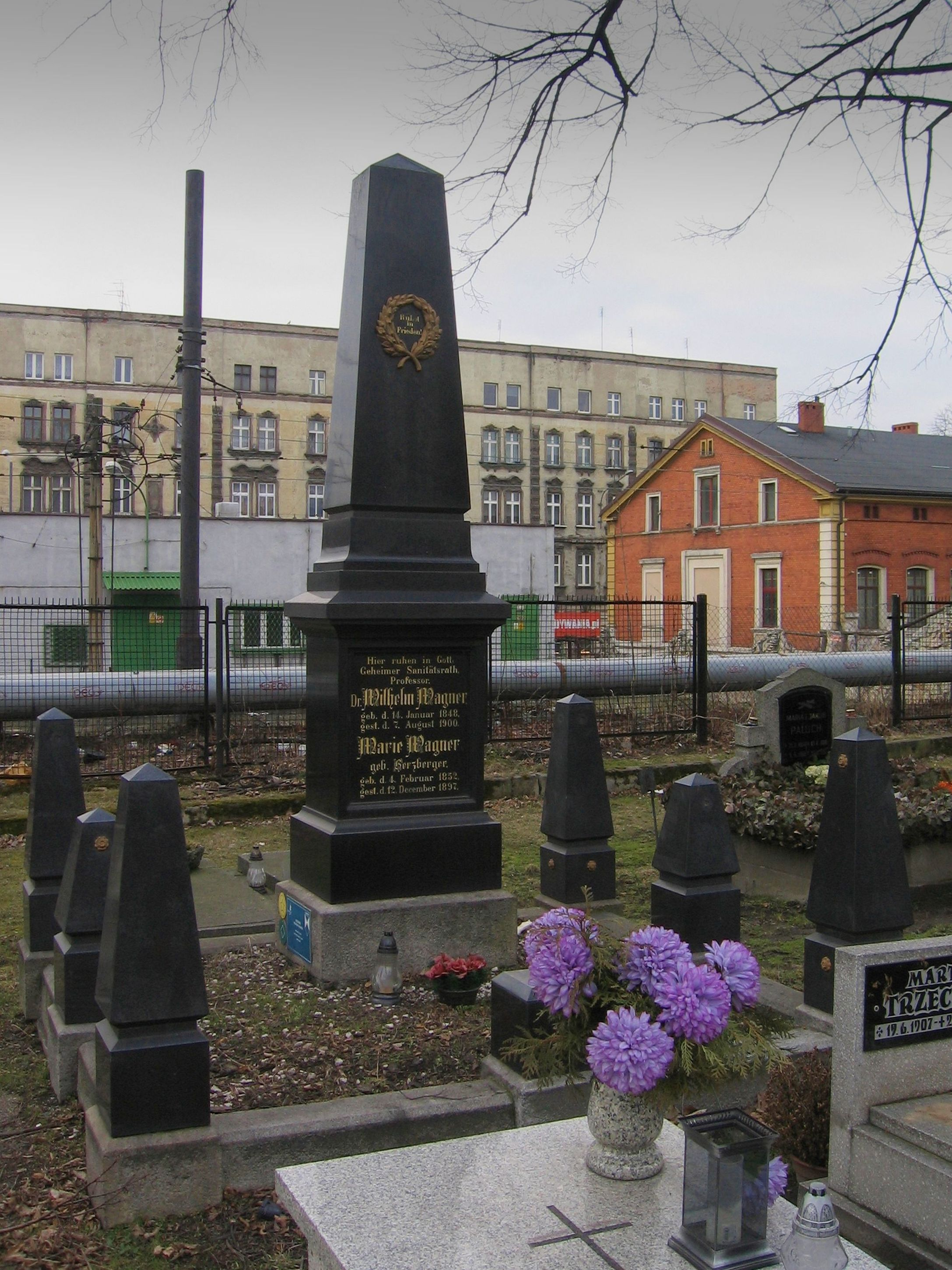
Grób Wagnera na cmentarzu ewangelickim w Chorzowie

W 1897 August Otto, po dokonaniu pierwszego wejścia na Litworowy Szczyt, dla uczczenia zasług Wagnera, nazwał go Wagnerspitze (Wagner-csúcs) i następnie nazwę tę stosował w kilku kolejnych wydaniach swego przewodnika (od 1898), jednakże nazwa nie utrwaliła się w niemieckiej i węgierskiej literaturze o Tatrach.
12 czerwca 1908 roku odsłonięto pomnik Wagnera w centrum miasta Königshütte, na placyku nazwanym jego imieniem. Twórcą był berliński rzeźbiarz Arnold Künne. Na granitowym głazie przymocowano tablicę o wymiarach 75 × 60 cm z wizerunkiem Wagnera oraz napisem „Allis Inserviendo Consumor” (żyłem dla innych). W 1934 r. – Królewska Huta należała wtedy do Polski – podjęto decyzję o wzniesieniu budynku Komunalnej Kasy Oszczędności na placu, na którym znajdował się pomnik. Plac przemianowano na Żwirki i Wigury, a pomnik został w 1935 roku przeniesiony na teren szpitala, w którym mieszkał i pracował Wagner. W 1945 tablicę ostatecznie usunięto (jej miniaturowa kopia znajduje się w muzeum w Chorzowie). 1 września 1964 r. na głazie umieszczono płaskorzeźbę dłuta Reinholda Tomasza Domina, przedstawiającą obecnego patrona szpitala – doktora Andrzeja Mieleckiego.
W roku 2011 nazwano imieniem Wagnera rondo w Chorzowie II, u zbiegu ulic Karola Miarki, Pudlerskiej, Łagiewnickiej i Mariańskiej. Z wnioskiem o nazwę zwróciła się Parafia Ewangelicko-Augsburska w Chorzowie.
Pochowany jest na cmentarzu ewangelickim w Chorzowie przy ulicy Katowickiej, gdzie do dziś zachował się jego pomnik nagrobny, poddany renowacji w początkach XXI w.